# Dachsteinská mamutí jeskyně
Dachsteinská mamutí jeskyně (německy: Dachstein-Mammuthöhle) se nachází na severních svazích rakouského masivu Dachstein nad vesnicí Obertraun v Horním Rakousku. Poblíž se nachází proslulá Obří ledová jeskyně, nejdelší rakouská jeskyně Hirlatzhöhle a zatím nejmladší dachsteinská jeskyně Koppenbrüllerhöhle.
Jedná se o jednu z nejdelších a nejhlubších rakouských i evropských jeskyní. Část jeskyně (1 km) je veřejnosti zpřístupněna. Její název není odvozen od nálezu mamutích kostí (které se zde nikdy nenašly), ale od její velikosti.

## Jeskyně v masívu Dachsteinu

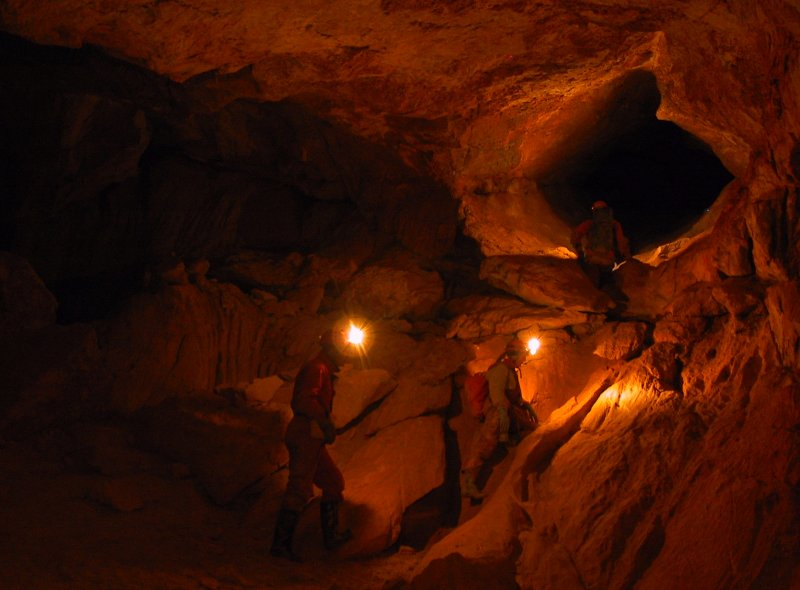
Mamutí jeskyně
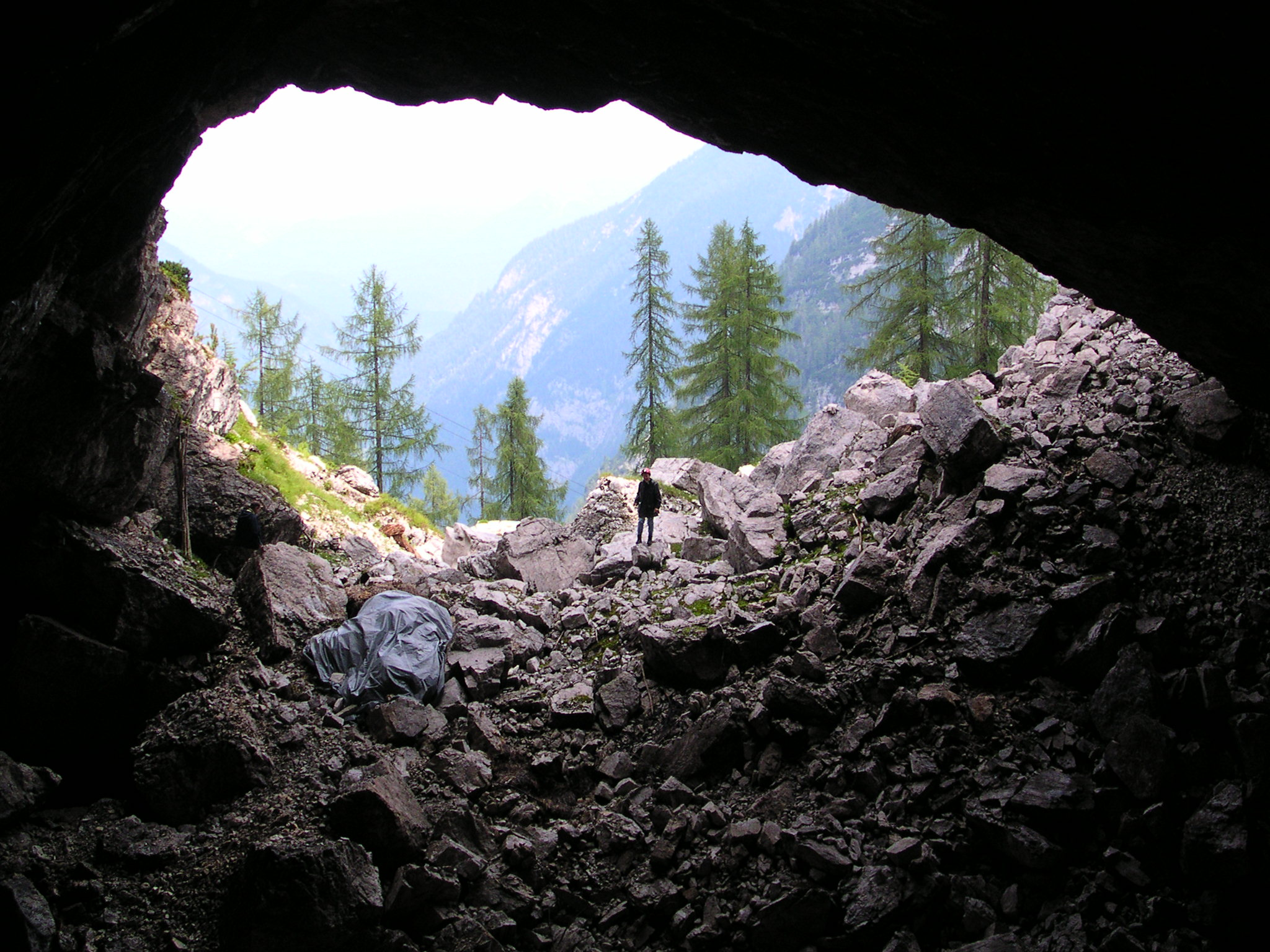
Jeskyně Teufelsloch
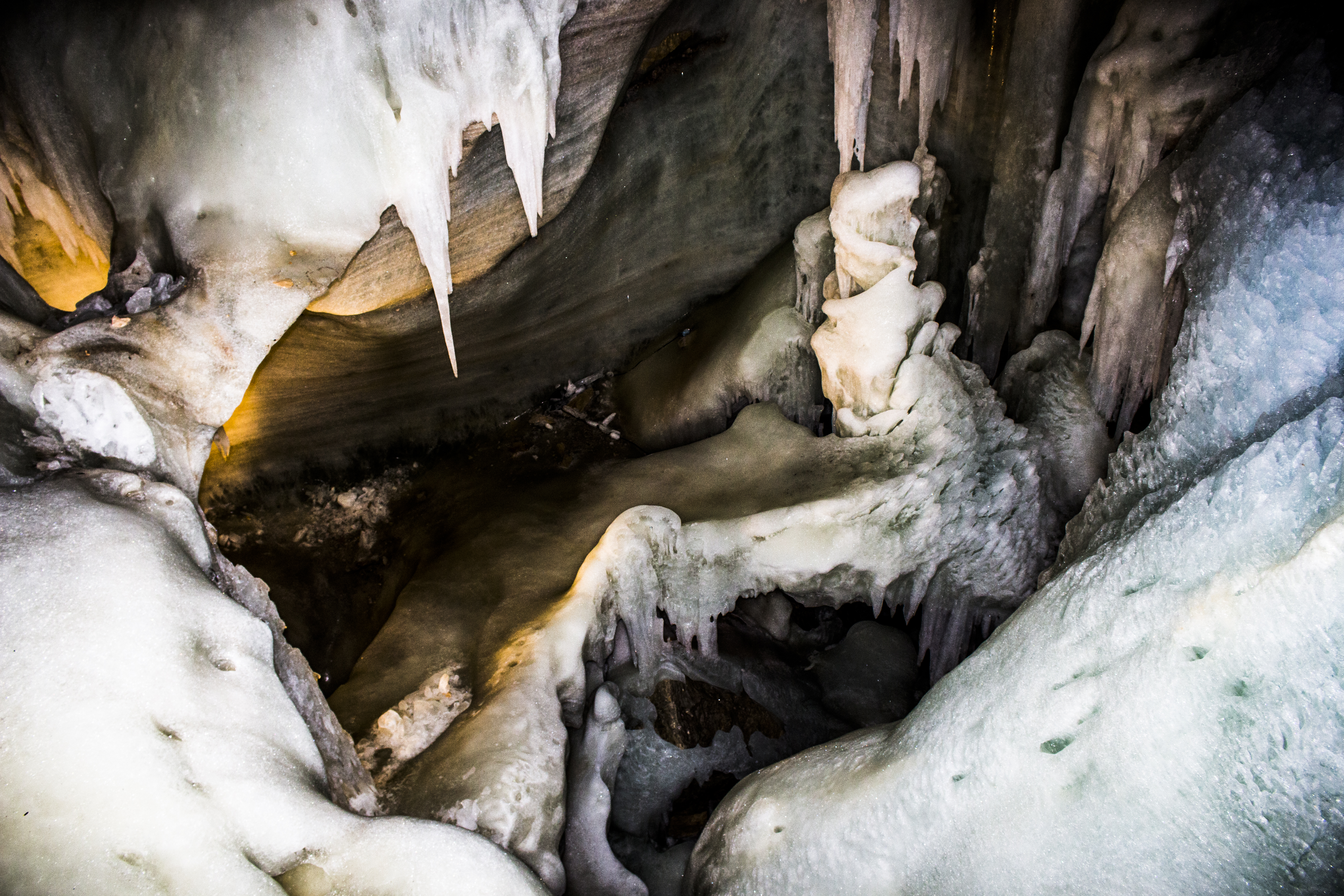
Obří ledová jeskyně
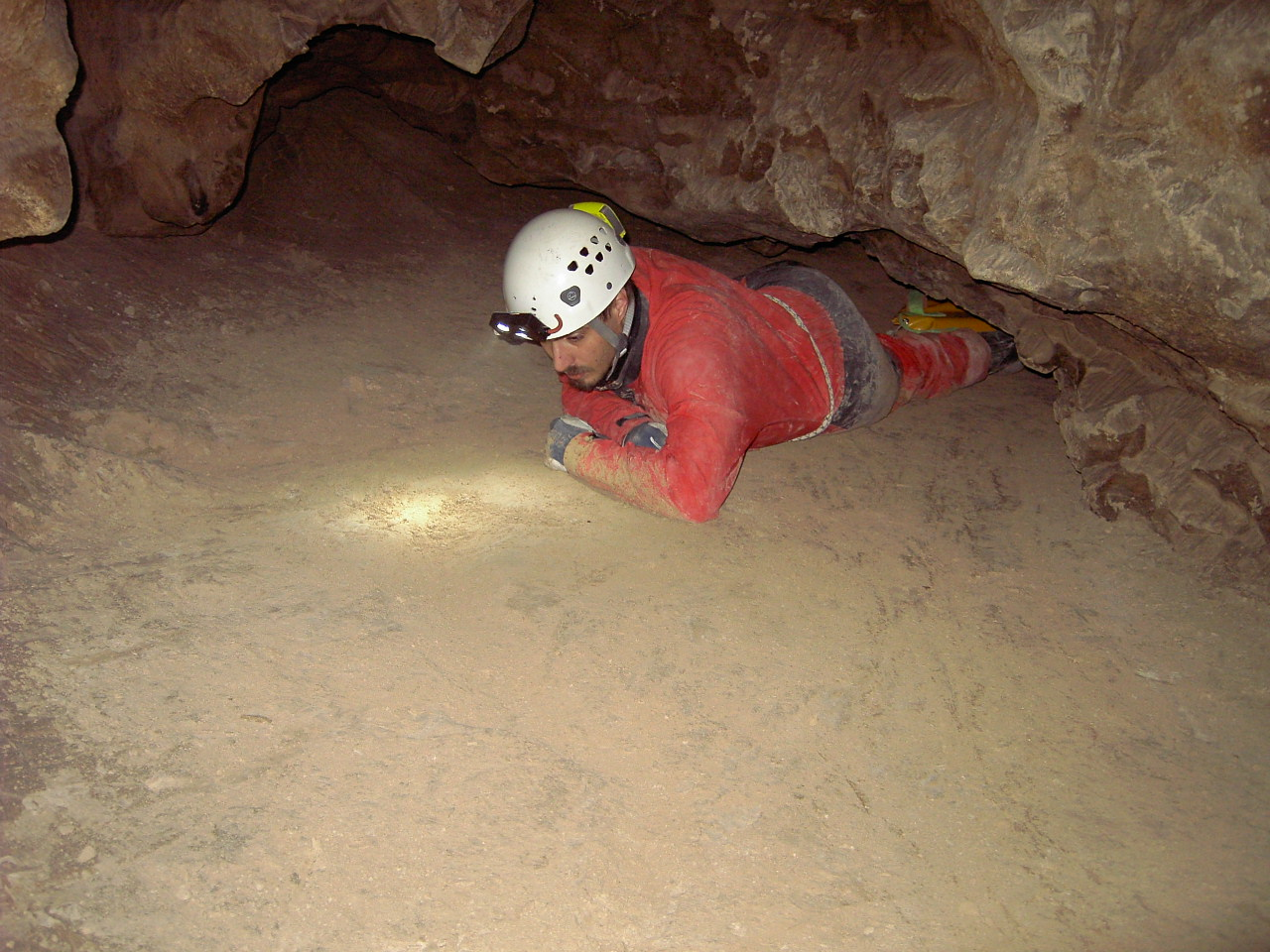
Plazivka v Hirlatzhöhle